# Première circonscription de la préfecture de Kagawa
La première circonscription de la préfecture de Kagawa (香川県第1区, Kagawa-ken dai-ikku) est l'une des trois circonscriptions législatives que compte la préfecture de Kagawa au Japon. Cette circonscription comptait 313 734 électeurs en date du 1er septembre 2021.

## Description géographique
La première circonscription de la préfecture de Kagawa regroupe la majeure partie de la ville de Takamatsu et les districts de Shōzu et Kagawa.

## Députés
| Législature | Début de mandat | Fin de mandat | Député élu          |  | Parti politique |
| ----------- | --------------- | ------------- | ------------------- |  | --------------- |
| 41e         | 1996            | 2000          | Takao Fujimoto (ja) |  | PLD             |
| 42e         | 2000            | 2003          | Takuya Hirai        |  | SE              |
| 43e         | 2003            | 2005          | Takuya Hirai        |  | PLD             |
| 44e         | 2005            | 2009          | Takuya Hirai        |  | PLD             |
| 45e         | 2009            | 2012          | Jun'ya Ogawa        |  | PDJ             |
| 46e         | 2012            | 2014          | Takuya Hirai        |  | PLD             |
| 47e         | 2014            | 2017          | Takuya Hirai        |  | PLD             |
| 48e         | 2017            | 2021          | Takuya Hirai        |  | PLD             |
| 49e         | 2021            | -             | Jun'ya Ogawa        |  | PDC             |